# Castro de Irueña
Este castro de origen vetón data de la segunda mitad de la Edad del Hierro, en torno a los s. VI y V a. C., situado en el término municipal de Fuenteguinaldo, en la comarca del Campo de Robledo, provincia de Salamanca, comunidad autónoma de Castilla y León, España, en la margen izquierda del río Águeda con su confluencia con el Arroyo del Rolloso en dirección sur a unos 5 kilómetros del municipio.
Su acceso se realiza desde la coronación de la presa del arroyo, disponiendo de aparcamientos en ambas orillas, y recorriendo un camino de tierra. el lugar se encuentra en proceso de consolidación y puesta en valor estando aún lleno de maleza y boscaje que hacen complicado tener una visión de conjunto.

## Historia

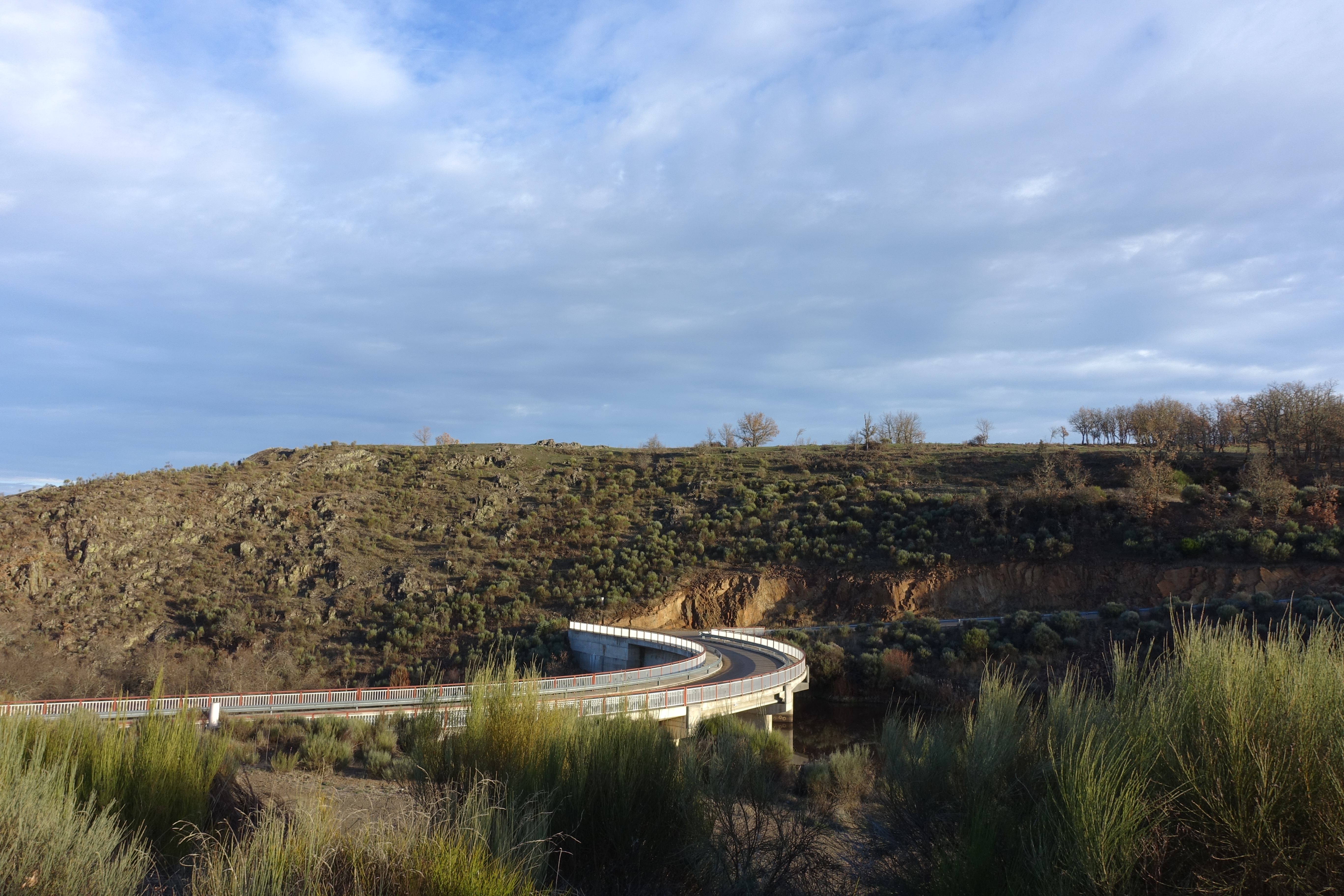
Vista parcial del castro.

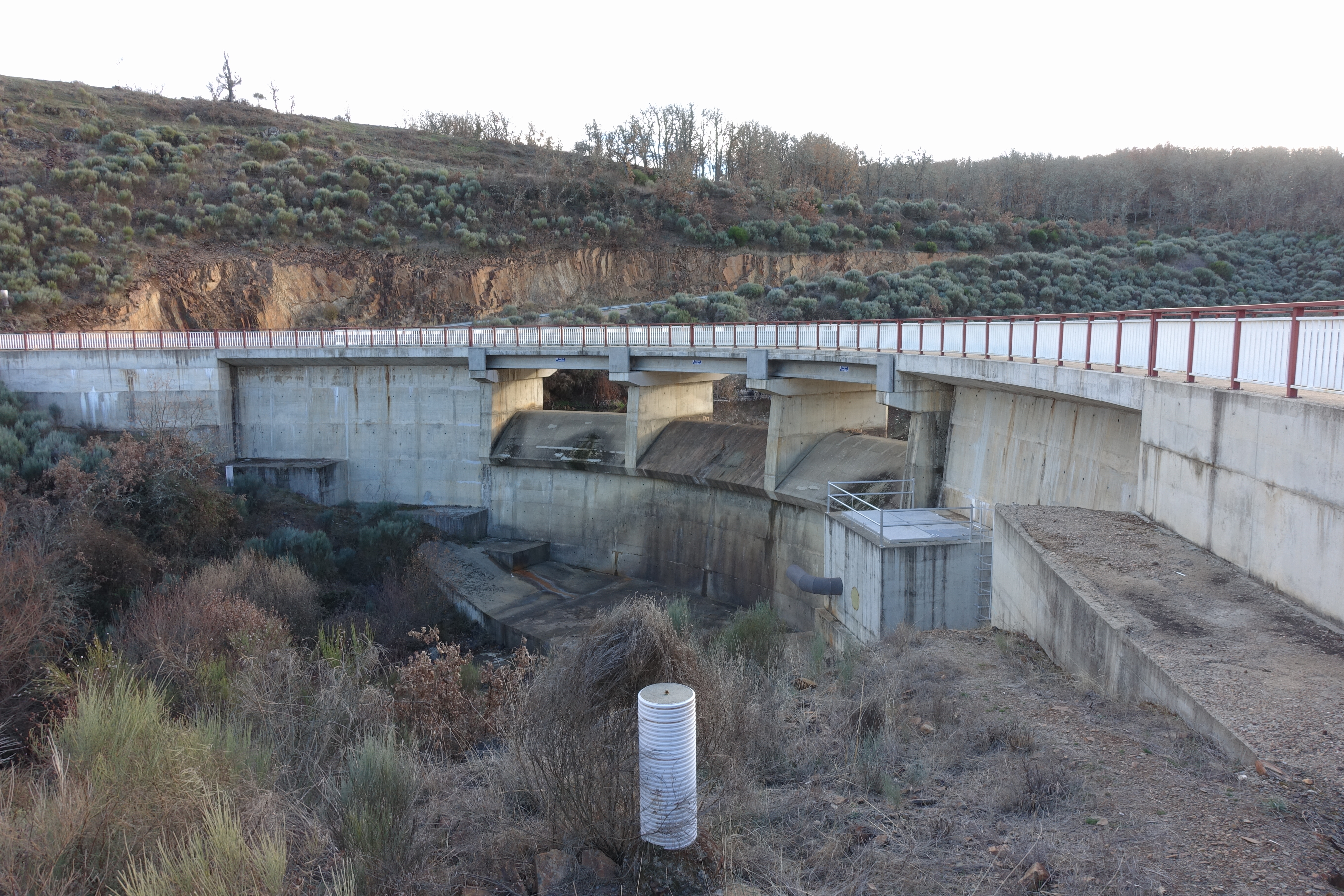
Presa del arroyo del Rolloso, a los pies del castro.

Ubicado en un teso amesetado, de forma elíptica ocupa una extensión cercana a las 15 hectáreas, uno de los mayores de la provincia junto con el de Las Merchanas, sobre un espigón natural a modo de defensa flanqueado en su parte este y norte por el arroyo del Rolloso con barrancos superiores a los 40 metros, ahora inundados en parte por la presa sita a 500 metros de su desembocadura, y en su parte este por el cauce del río Águeda con paredes graníticas verticales de más de 70 metros, quedando ahora tan sólo a unos 30 metros del cauce inundado por la presa a la que da nombre. Aparte de estas defensas naturales, en su perímetro se levantan unas murallas realizadas en bloques de granito "a hueso" y de forma ataludada adaptadas al terreno, cercando la parte este y sur del mismo de aproximadamente 1 kilómetro de largo. En su parte norte se hallan unas defensas menores. Todo ello cubierto por densa vegetación. Debido a su estado, no es apreciable el campo de piedras hincadas.
Este tipo de castros ubicados en espigones naturales formados por las arribes es frecuente en la provincia como pueden ser los llamativos castros de Lerilla (Zamarra), Saldañuela (Bermellar) o Yecla la Vieja (Yecla de Yeltes) en posiciones dominantes del territorio circundante.
Este castro prerromano continuó habitado en época romana, de la que datan innumerables restos constructivos apreciables y su rango de municipium conforme al Edicto de Latinidad promulgado por el emperador Tito Vespasiano en 74 a. C., pasando por la visigoda, hasta la Alta Edad Media en la que comenzó su abandono progresivo. Se constata que en 1168 es cedido por Fernando II de León al Obispado de Ciudad Rodrigo; y tras la Desamortización de Mendizábal pasó a manos de privados hasta su adquisición en 2008 por la Confederación Hidrográfica del Duero, encargada hoy en día de su recuperación en conjunto con otra serie de asociaciones e instituciones.

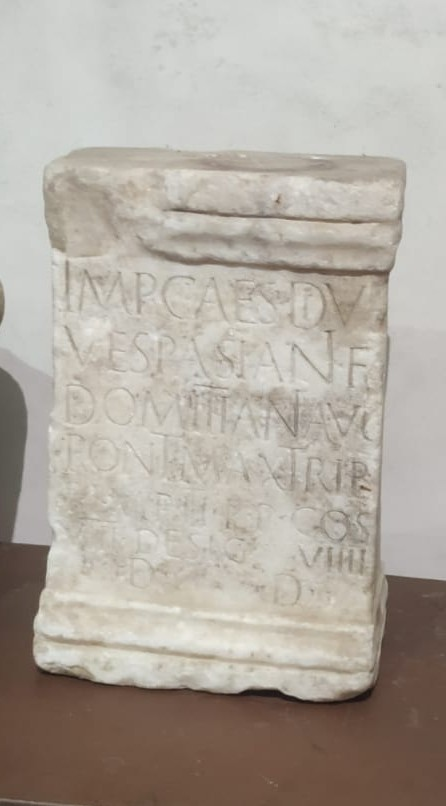
Inscripción horaria romana dedicada en 82 al emperador Domiciano por el ordo decurionum del municipium Urinensium en agradecimiento por su promoción a municipium.

## Conservación
Objeto de expolio reiterado a lo largo del tiempo, desde diversas administraciones locales se trata de su recuperación llevando a cabo estudios arqueológicos junto con la colaboración de la Asociación Amigos de Irueña, siguiendo la estela del padre César Morán y la ingente labor realizada por Domingo Sánchez, discípulo de Santiago Ramón y Cajal, a cargo de la Junta Superior de Excavaciones de la II República.
Es de reseñar la recuperación de algún verraco de los 4 descritos por los anteriores investigadores a principios del siglo XX, y los recientes estudios sobre la Yegua de Irueña, aún conservada en su lugar originario. Y parte de la necrópolis visigoda.